# Stade Socum
Le stade Socum ou Estadio de la Sociedad Cuauhtemoc Moctezuma est un stade de football basé à Orizaba au Mexique.
L'enceinte d'une capacité de 7 500 places accueille les matchs des Albinegros de Orizaba.